# Friedrich August Wilhelm von Brause

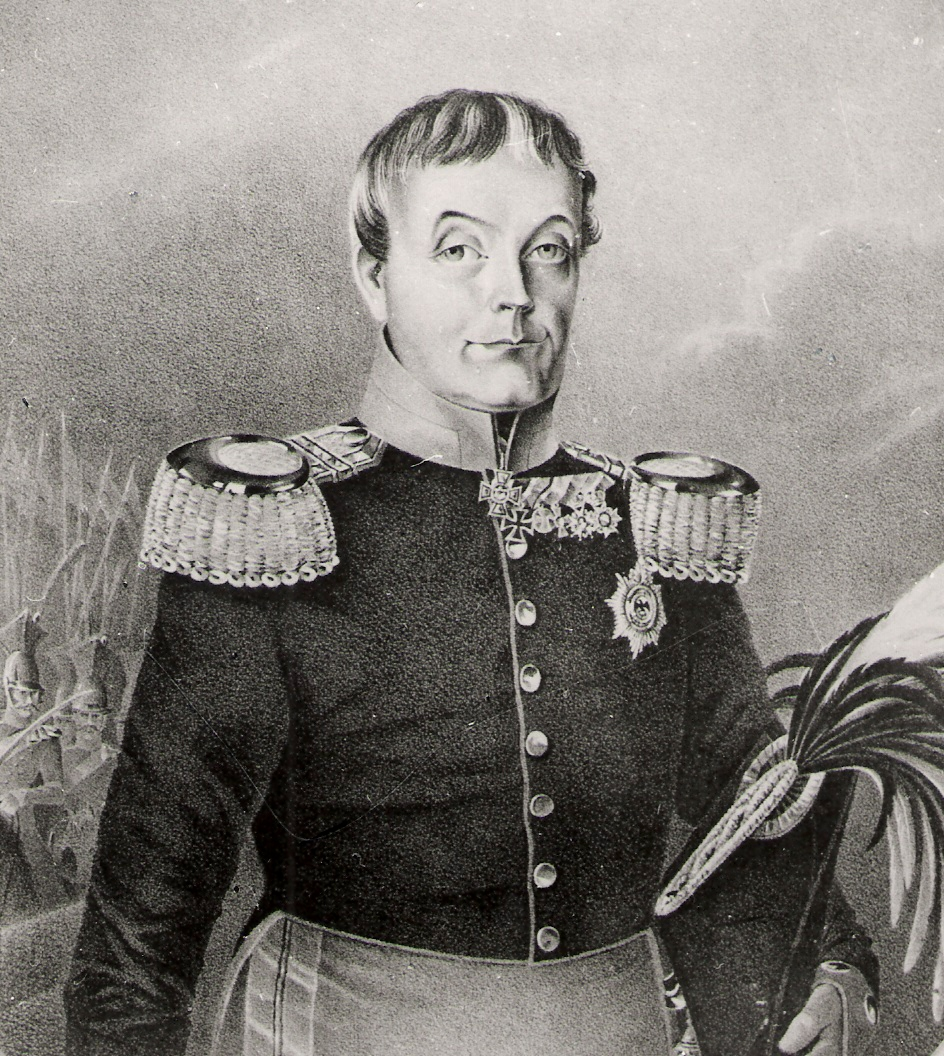
Friedrich August Wilhelm von Brause (1769–1836)

Friedrich August Wilhelm von Brause (* 10. September 1769 in Zeitz; † 23. Dezember 1836 in Frankfurt (Oder)) war ein sächsischer Offizier, später preußischer General der Infanterie und 2. Ehrenbürger der Stadt Frankfurt (Oder).

## Leben

### Herkunft
Friedrich August Wilhelm entstammte dem preußisch-sächsischen Adelsgeschlecht von Brause. Er war der Sohn des kursächsischen Generalmajors und Kommandanten von Leipzig Hans Karl von Brause (1718–1800) und dessen Ehefrau Karoline Henriette, geborene van Speckböckel (1737–1795). Sein Vetter war Johann Georg Emil von Brause.

### Militärkarriere
Bereits mit zwölf Jahren begann Brauses militärische Laufbahn als Junker im sächsischen Infanterieregiment „Kurfürst“. Unter dem Kommando seines Vaters wurde er 1786 Fähnrich, 1789 Sekondeleutnant und nahm an der Belagerung von Mainz und der Schlacht bei Kaiserslautern teil.
Als Regimentsadjutant und Premierleutnant stand er im Gefecht von Saalfeld und in der Schlacht von Jena. Brause kämpfte in den weiteren Schlachten der Napoleonischen Kriege auf Seiten der Franzosen. Für sein Verhalten in der Schlacht bei Wagram wurde er am 4. August 1809 mit dem Ritterkreuz des Militär-St.-Heinrichs-Ordens beliehen. Im selben Jahr erhielt Brause auch das Offizierskreuz des Ordens der Westphälischen Krone und wurde 1812 Mitglied der Ehrenlegion. Brause führte jedoch schon 1813 unter dem Befehl des Generals Johann von Thielmann geheime Verhandlungen zur Vorbereitung eines Übertritts sächsischer Truppen zu den Alliierten. Als Kommandeur der 1. Sächsischen Infanterie-Brigade trat Brause am 18. Oktober 1813, dem Tag der Völkerschlacht bei Leipzig, entgegen dem Befehl seines Schwagers, des sächsischen Oberkommandierenden General Heinrich Wilhelm von Zeschau, zu den Verbündeten über.
Vom russischen Kaiser Alexander I. zum Generalmajor ernannt, verteidigte er unter dem Befehl des Generals Thielmann Wavre gegen den französischen General Emmanuel de Grouchy und ermöglichte es dadurch Blücher, dem Herzog von Wellington in der entscheidenden Schlacht von Belle Alliance zu Hilfe zu kommen. Dafür erhielt Brause das Eiserne Kreuz II. Klasse und im Dezember 1816 den Orden des Heiligen Wladimir III. Klasse.
Als der Wiener Kongress 1815 die Teilung Sachsens beschloss, trat Brause in die Preußische Armee über und wurde am 5. September 1818 zum Kommandeur der 5. Division in Frankfurt (Oder) ernannt. In dieser Stellung erhielt er im September 1827 den Roten Adlerorden I. Klasse mit Eichenlaub und Ende November 1834 den Orden der Heiligen Anna I. Klasse. Als General der Infanterie wurde Brause am 19. März 1835 mit Pension in den Ruhestand versetzt. 1836 wurde er auf dem Alten Friedhof in Frankfurt (Oder) beigesetzt.

### Familie

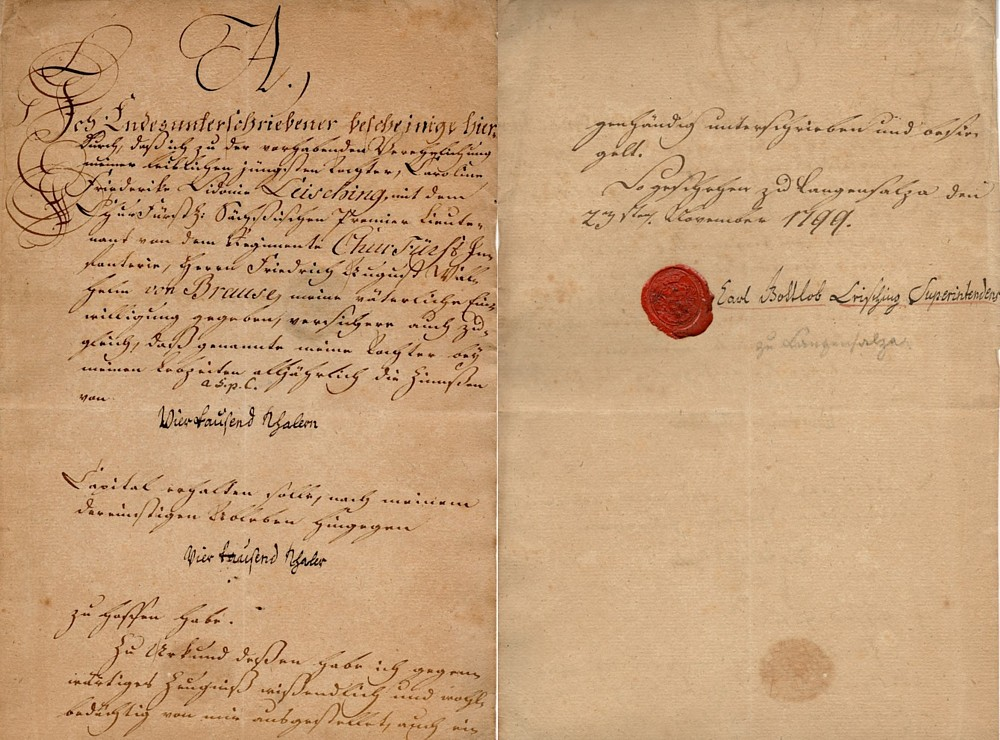
Bescheinigung des Schwiegervaters anlässlich der Ehe mit Caroline Friederike Sidonie Leisching. 23. November 1799.

Brause verheiratete sich am 21. Januar 1800 in Clodra mit Karoline Friederike Sidonie Leisching (1772–1843). Sie war die Tochter des evangelisch-lutherischen Superintendenten zu Langensalza Karl Gottlob Leisching. Aus der Ehe gingen sieben Kinder hervor:
- Hans Karl (1801–1871), preußischer Generalmajor[3] ⚭ Henriette Franziska Gottschalk († 1861)
- Otto (1802–1859), preußischer Oberst a. D. ⚭ Minna Linau († 1860)
- Julius (1804–1871), preußischer Oberstleutnant a. D.
- Karoline Natalie (1805–1846)
- Hermann (1806–1817)
- Adolf Friedrich (1812–1879), Gutsbesitzer und Regierungsreferendar ⚭ Emmeline Sametzky (1818–1906), Eltern von Hans Adolf von Brause
- Marie (1817–1900)